# Hòa Thắng
Hòa Thắng is een plaats in de gemeente Buôn Ma Thuột in de Vietnamese provincie Đắk Lắk. Hòa Thắng ligt aan de quốc lộ 27, een belangrijke verkeersader in de provincie. Even ten noorden van Hòa Thắng ligt de Luchthaven Buôn Ma Thuột.